# Hemerobius nemorensis
Hemerobius nemorensis is een insect uit de familie van de bruine gaasvliegen (Hemerobiidae), die tot de orde netvleugeligen (Neuroptera) behoort. 
Hemerobius nemorensis is voor het eerst wetenschappelijk beschreven door Kimmins in 1952.